# Подгородецкий, Моисей Еремеевич
Моисей Еремеевич Подгородецкий (4 сентября 1905, село Негин, теперь Каменец-Подольского района Хмельницкой области — 3 октября 1996, Хмельницкая область) — украинский советский деятель, председатель колхоза имени 40-летия Октября (затем — «Коммунист») села Негин Каменец-Подольского района Хмельницкой области. Герой Социалистического Труда (26.02.1958). Депутат Верховного Совета УССР 6-7-го созыва.

## Биография
Родился в крестьянской семье. В 1920—1927 годах занимался земледелием в домашнем хозяйстве.
В 1927—1930 годах — в Красной армии.
В 1930—1931 годах — продавец Негинского сельского потребительского общества Смотрицкого района.
Член ВКП(б) с 1931 года.
В 1931—1937 годах — председатель рабочего комитета негинских разработок «Сахкамень».
В 1937—1939 годах — заместитель заведующего свеклопунктом Вышневчикского сахарного завода Каменец-Подольской области.
В 1939—1940 годах — заместитель директора машинно-тракторной станции (МТС) Смотрицкого района Каменец-Подольской области.
В 1940—1941 годах — заместитель председателя исполнительного комитета Смотрицкого районного совета депутатов трудящихся — председатель Смотрицкой районной плановой комиссии Каменец-Подольской области.
С июля 1941 по 1946 год — в Красной армии, участник Великой Отечественной войны. Служил командиром 1-й саперной роты 82-го отдельного саперного батальона 9-го механизированного корпуса 3-й гвардейской танковой армии. Воевал на Юго-Западном, Южном, Северо-Кавказском, 1-м Украинском фронтах.
В 1946—1953 годах — заместитель председателя исполнительного комитета Смотрицкого районного совета депутатов трудящихся — председатель Смотрицкой районной плановой комиссии Каменец-Подольской области.
В 1953—1976 годах — председатель колхоза имени 40-летия Октября (затем — «Коммунист») села Негин Смотричского (затем — Каменец-Подольского района Хмельницкой области.
С 1976 года — на пенсии.

## Звание
- старший лейтенант

## Награды
- Герой Социалистического Труда (26.02.1958)
- орден Ленина (26.02.1958)
- орден Красного Знамени (29.01.1945)
- ордена
- медаль «За оборону Кавказа»
- медали